# Sammlung Deutsche Bank
Die Sammlung Deutsche Bank ist eine Unternehmenssammlung und wurde 1979 gegründet. Heute ist sie eine der bedeutendsten Sammlungen internationaler Zeichnungen und Fotografien nach 1945. Die unter dem Motto „Art works“ stehende Unternehmenssammlung ist Bestandteil des gesellschaftlichen Engagements der Deutschen Bank, das sich als Beitrag zur Förderung von Kreativität und der kulturellen Entwicklung einer globalen Gesellschaft versteht.

## Schwerpunkt
Ende der 1970er Jahre gegründet, entwickelte sich die Sammlung Deutsche Bank zu einer der weltweit bedeutendsten Unternehmenssammlungen von Zeichnungen und Fotografien nach 1945. Papier ist dabei – in seiner einzigartigen Vielfalt – das den Sammlungsbestand dominierende Medium. Das Spektrum der Werke ist weit gespannt von der ersten Niederschrift einer Idee, über die Skizze bis hin zu autonomer Zeichnung, Aquarell, Collage und Fotografie.
Alle wesentlichen Kunstströmungen nach 1945 sind seitdem vertreten: Joseph Beuys, seine Schüler und Zeitgenossen, die Heftige Malerei, Pop Art und die Young British Artists in London, Minimal Art in den USA, die Neue Leipziger Schule, asiatische und afrikanische Fotografie – um nur einige zu nennen. Lag der Schwerpunkt anfangs auf Werken von Künstlern aus dem deutschsprachigen Raum, so ist die Sammlung seit den 1990er Jahren globaler ausgerichtet. Heute liegt das Augenmerk verstärkt auf der internationalen Kunstszene, insbesondere jener in Asien, Lateinamerika und Afrika.
Die Deutsche Bank versteht ihre Kunstsammlung generell als ‚atmende Sammlung‘. In den letzten Jahren hat sie immer wieder Kunstwerke in den Markt gegeben, die nicht zum Sammlungsfokus der zeitgenössische Papierarbeiten und Fotografien zählen, um so den inhaltlichen Fokus des Bestandes zu stärken. Dazu gehören vor allem Werke der Klassischen Moderne, die in exemplarischer, dabei signifikanter Auswahl in der Sammlung vertreten waren. Die Schwerpunkte in diesem Bereich bildeten der deutsche Expressionismus, die Künstlervereinigungen Brücke und Blauer Reiter, das Bauhaus sowie die Neue Sachlichkeit.

## Geschichte
1977 traf das Vorstandsmitglied Herbert Zapp (1977 bis 1994 im Vorstand) gemeinsam mit Hermann Josef Abs (1957 bis 1967 Vorstandssprecher) die Entscheidung eine eigene Sammlung anzulegen. Bereits 1979 kaufte Zapp dann eine umfangreiche Serie von Zeichnungen von Joseph Beuys für die Bank an. Von Zapp stammte auch das Konzept der Kunst am Arbeitsplatz, das bis heute besteht und aktuell unter dem Titel „Art works“ geführt wird. Die angekauften Kunstwerke wurden von Anfang an in den Filialen der Deutschen Bank gezeigt und als „kulturelles Kapital“ nicht nur den Mitarbeitern der Bank, sondern auch der Öffentlichkeit zugänglich gemacht.
Die erste Niederlassung, die eine Kunstausstattung erhielt, war die Repräsentanz in New York in der West 57th Street, die am 30. April 1979 eingeweiht wurde. Für die Präsentation in den Geschäftsräumen wurden Werke der amerikanischen Gegenwartskunst, wie dem Abstrakten Expressionismus, der Pop Art, oder Konzeptkunst neu erworben und zeitgenössischer Kunst aus Deutschland gegenübergestellt. Das hier erstmals umgesetzte Konzept der Präsentation deutscher Gegenwartskunst im Dialog mit zeitgenössischen Positionen aus dem jeweiligen Land ist wesentliches Merkmal des Kunstkonzeptes der Sammlung, das in den weltweiten Niederlassungen der Deutschen Bank umgesetzt wird.

## Die Sammlung in Frankfurt am Main
1984 eröffnete die Bank ihren Hauptgeschäftssitz in den Zwillingstürmen in Frankfurt am Main. Bei der dortigen Ausstattung mit deutscher Kunst der 1960er und 1970er Jahre wurde jedem Künstler eine der jeweils vierzig Etagen gewidmet. In den Turmspitzen waren mit Papierarbeiten von Horst Antes (Turm A) und von Joseph Beuys (Turm B) die je ältesten der hier vertretenen Künstler zu sehen. Von oben nach unten staffelten sich die hier gezeigten Werke nach den Geburtsjahrgängen der Künstler in historischer Abfolge. 1986 wurde Max Bills 4,50 Meter hohe Granitskulptur Kontinuität vor den Zwillingstürmen aufgestellt. Von 2007 bis 2010 wurden die Türme umfassend modernisiert. Seitdem ist die Kunstausstattung des Hauptsitzes der Bank so global ausgerichtet wie die Bank. Denn in den letzten Jahrzehnten hat sich nicht nur die Landkarte der Wirtschaft, sondern auch die der Kunst erweitert: In Asien, Südamerika und Afrika sind vitale Kunstszenen mit eigenen Ausdrucksformen entstanden. Wie bisher ist jede Etage der Türme je einem Künstler gewidmet. Insgesamt sind rund 100 internationale Positionen aus über 40 Ländern zu sehen. Bei den rund 1.500 ausgestellten Werken handelt es sich überwiegend um Arbeiten auf Papier und Fotografien. Gegliedert ist die Kunstausstattung nach Regionen: Während in Turm A die junge Avantgarde aus Deutschland und Europa präsentiert wird, sind in Turm B Künstler aus Asien, Amerika, Nahost und Afrika zu erleben.
In unmittelbarer Nachbarschaft der Deutsche Bank Türme eröffnete im Frühjahr 2017 der Deutsche Bank Campus. Hier findet die Unternehmenssammlung eine weitere innovative Plattform: über 700 Papierarbeiten und Fotografien von rund 140 Künstlern dokumentieren die Vielfalt der globalen Kunstlandschaft. Während in den Türmen jede Etage einem Künstler gewidmet ist, konzentriert sich das Konzept für den Campus auf aktuelle, globale Diskurse. Hier sind die Arbeiten auf jedem Stockwerk einem bestimmten Themenkomplex zugeordnet. Weltweit setzen sich die Künstler mit den gesellschaftlichen Debatten um Migration, Geschlechterrollen, dem Schutz von Natur und Erhalt der Erde, dem Leben in den Megacitys auseinander.

## Die Sammlung weltweit
2021 zog der amerikanische Hauptsitz der Bank von der Wall Street in das Deutsche Bank Center am Columbus Circle. „Portrait of a Collection“ heißt die neue Sammlungspräsentation, die die Geschichte der 1978 gegründeten New Yorker Sammlung von einer transatlantischen hin zu einer globalen Ausrichtung erzählt. Zugleich geht es auch um das Streben nach mehr Diversität, so sind wichtige afroamerikanische Künstler wie etwa Mark Bradford, Glenn Ligon, Xaviera Simmons und Carrie Mae Weems präsent. Zugleich eröffnet sich ein internationales Panorama: Zu sehen sind – prominent in der Lobby – Werke des Briten Idris Khan, des Weiteren unterschiedliche künstlerische Positionen aus Deutschland, Großbritannien, Italien, China und verschiedenen afrikanischen Ländern.
Der Empfangsbereich des Londoner Hauptsitzes der Deutschen Bank verdeutlicht, wie wichtig zeitgenössische Kunst für die Bank ist. Kunstwerke von Tony Cragg und Susan Derges stehen neben Keith Tysons Gemäldeserie "12 Harmonics" und bieten den Besuchern eine Einführung in die über 4.000 Werke, die in den britischen Büros der Deutschen Bank ausgestellt sind.
Neben New York und London zählen zu den weiteren wichtigen internationalen Hauptniederlassungen die Deutsche Bank in Hongkong, Mailand und Zürich. Hier sind jeweils Arbeiten heimischer Künstler im Dialog mit internationalen Werken zu sehen. Neben dieser Ausstattung mit zeitgenössischer Kunst auf Papier, wurden an den unterschiedlichen Lokationen zum Teil von Künstlern exklusive, ortsspezifische Auftragsarbeiten installiert.
Im Jahr 2022 sind die Werke der Sammlung Deutsche Bank weltweit in 600 Gebäuden der Bank präsentiert. Darüber hinaus sind mehr als 1.000 Werke der Sammlung als dauerhafte Leihgabe in Museen und Institutionen der Öffentlichkeit zugänglich.

## Deutsche Guggenheim
Im November 1997 eröffnete die Deutsche Bank in Zusammenarbeit mit der New Yorker Solomon R. Guggenheim Foundation die 510 Quadratmeter große Ausstellungshalle Deutsche Guggenheim. Sie befand sich im Erdgeschoss des ehemaligen Berliner Hauptgebäudes der Bank Unter den Linden 13/15 und ist nach Entwürfen des amerikanischen Architekten Richard Gluckman realisiert worden. Das Ziel des Deutsche Guggenheim, einem einmaligen Joint Venture zwischen einer Bank und einem Museum, war die Präsentation von Ausstellungen und auf den Raum bezogenen Auftragswerken. Mit dem Deutsche Guggenheim erweiterte die Deutsche Bank ihr Kunstkonzept und ermöglichte, ihre Sammlung auch außerhalb des Arbeitsumfeldes an einem festen Ausstellungsort zu zeigen. Nach 15 Jahren und insgesamt 61 Ausstellungen wurde das Joint Venture zwischen der Deutsche Bank und der Solomon R. Guggenheim Foundation Ende 2012 beendet. Ab 2013 wurde der Galerieraum vom Unternehmen in alleiniger Verantwortung als Deutsche Bank KunstHalle weitergeführt.

## Deutsche Bank KunstHalle
Die Deutsche Bank KunstHalle stand für das, was das Kunstengagement der Deutschen Bank auszeichnet: Offenheit, Internationalität und Pioniergeist. Die Ausstellungshalle im Berliner Hauptsitz der Deutschen Bank Unter den Linden 13/15 etablierte sich als Plattform für internationale Gegenwartskunst.
Ein Fokus der jährlich drei bis vier hochkarätigen Ausstellungen lag auf neuen Kunstlandschaften und den Phänomenen einer globalisierten Gesellschaft. Einen Höhepunkt des Programms bildete die Präsentation des „Artists of the Year“ der Deutschen Bank, die mit großen Einzelausstellungen geehrt wurden. Zugleich bot die KunstHalle ein Forum für junge Talente der internationalen Kunstszene in Berlin, die hier erstmals einem breiten Publikum vorstellt wurden. Um zu zeigen, welche Tendenzen und Themen die zeitgenössische Kunst aktuell beschäftigen, lud die KunstHalle internationale Gastkuratoren und Künstler ein, in Berlin innovative Projekte auch aus der Sammlung Deutsche Bank zu verwirklichen. Darüber hinaus bot die Deutsche Bank KunstHalle zu jeder Ausstellung ein maßgeschneidertes Programm für Kinder, Jugendliche und Familien sowie kostenlose Bildungsangebote für Kindergärten, Grund- und Oberschulen an.
Die Deutsche Bank KunstHalle wurde im Frühjahr 2018 permanent geschlossen. Mit der Eröffnung des PalaisPopulaire im September 2018 startet die Deutsche Bank ein neues Kapitel ihres Engagements für Kunst und Kultur.

## PalaisPopulaire
Am 27. September 2018 eröffnete die Deutsche Bank ihr internationales Forum für Kunst und Kultur Unter den Linden 5 im historischen Prinzessinnenpalais in der Mitte Berlins. Es entstanden 750 Quadratmeter Ausstellungsfläche für zeitgenössische Kunst und ein fester Ort für Präsentationen aus der Sammlung Deutsche Bank. So zeigte die Eröffnungsausstellung „The World on Paper“ vom 27. September 2018 bis 7. Januar 2019 rund 300 Werke von 133 Künstler aus 34 Ländern aus der Sammlung Deutsche Bank.
Das PalaisPopulaire bietet ein breit gefächertes Programm, das die unterschiedlichsten Aspekte der Gegenwartskultur vereint. Dazu zählen neben Ausstellungen aus der Sammlung Deutsche Bank und dem „Artists of the Year“-Programm, Präsentationen von internationalen Kooperationspartnern und privaten Sammlungen. Einen besonderen Schwerpunkt bildet das Veranstaltungsprogramm mit Kuratoren- und Themenführungen, dialogischen Werkstattkonzerten mit Mitgliedern der Berliner Philharmoniker, Lesungen und Workshop-Angeboten. Unter #PalaisPopulaireForYou findet sich das vielfältige digitale Angebote des PalaisPopulaire.
Für das PalaisPopulaire wurden die Räume des historischen Prinzessinnenpalais vom renommierten Berliner Architekturbüro Kuehn Malvezzi neugestaltet. In dem Gebäude spiegelt sich die bewegte Geschichte Berlins wider. Es erzählt von Prinzessinnen und Kriegen, aber auch von der Moderne in der DDR. Das Architekturbüro Kuehn Malvezzi verwandelte das Innere des historischen Prinzessinnenpalais in eine innovative Bühne für zeitgenössische Kunst und Kultur. Hinter der Rokokofassade des in den 1960er Jahren rekonstruierten Hauses legten die Architekten die ursprüngliche Betonstruktur frei und schufen offene Räume mit einer klaren, minimalistischen Formensprache und modernster Technik.

## Künstler des Jahres
Seit 2010 zeichnet die Deutsche Bank die „Artists of the Year“ aus. Das Unternehmen ehrt internationale Künstler, die gesellschaftliche Themen auf individuelle Weise ansprechen und bereits ein substanzielles Werk geschaffen haben, das sich auf die beiden Schwerpunkte der Sammlung Deutsche Bank konzentriert: Arbeiten auf Papier oder Fotografie. Die Auszeichnung erfolgt auf Empfehlung des Deutsche Bank Global Art Advisory Council, dem die renommierten Kuratoren Okwui Enwezor (bis 2019), Hou Hanru, Udo Kittelmann und Victoria Noorthoorn angehören. Die Auszeichnung ist nicht mit einem Geldpreis dotiert. Ziel der Initiative ist es vielmehr, die „Artists of the Year“ einem möglichst breiten Publikum vorzustellen. Mit der Auszeichnung erhalten die Künstler eine Einzelausstellung im PalaisPopulaire in Berlin und einen die Ausstellung begleitenden Katalog. Zudem wird eine Auswahl von Arbeiten der „Artists of the Year“ für die Sammlung Deutsche Bank erworben. Anlässlich des 10. Jubiläums des Programms zeichnete die Bank 2021 gleich drei Künstler als „Artists of the Year“ aus: Maxwell Alexandre (Brasilien), Conny Maier (Deutschland) und Zhang Xu Zhan (Taiwan).
Ausgezeichnet wurden
- 2010 Wangechi Mutu (Kenia)
- 2011 Yto Barrada (Frankreich/Marokko)
- 2012 Roman Ondak (Slowakei)
- 2013 Imran Qureshi (Pakistan)
- 2014 Victor Man (Rumänien)
- 2015 Koki Tanaka (Japan)
- 2016 Basim Magdy (Ägypten)
- 2017 Kemang Wa Lehulere (Südafrika)
- 2019 Caline Aoun (Libanon)
- 2021 Maxwell Alexandre (Brasilien), Conny Maier (Deutschland), Zhang Xu Zhan (Taiwan)

- 2022 Lu Yang (China)

## ArtMag
ArtMag ist das Kunstmagazin der Deutschen Bank und berichtet über die globalen Kunstaktivitäten des Unternehmens. Das Magazin erscheint seit 2002 in regelmäßigem Turnus online. Auf Deutsch und Englisch berichtet das ArtMag in Artikeln, Interviews und Essays über aktuelle Trends der zeitgenössischen Kunst, Ausstellungen und Künstler der Sammlung Deutsche Bank. Zudem werden Ausstellungen aus der Unternehmenssammlung oder von der Deutschen Bank geförderte Präsentationen besprochen. Ein weiterer Themenschwerpunkt liegt auf dem Programm des PalaisPopulaire in Berlin.

## Deutsche Bank Collection Live
Die digitale Talkreihe „Deutsche Bank Collection Live – Meet the Artist“ schafft einen lebendigen und unmittelbaren Zugang zu aktueller Kunst, ihren Themen und Diskursen. Teilnehmer haben die Möglichkeit des persönlichen Austauschs mit den Künstlern der Sammlung wie Claudia Wieser, Rana Begum und Kapwani Kiwanga. Die Talkreihe begleitet das Ausstellungsprogramm des PalaisPopulaire sowie des gesamten globalen Deutsche Bank Kunstengagements.